# Дивіти
Дивіти (пол. Dywity, нім. Diwitten) — село в Польщі, у гміні Дивіти Ольштинського повіту Вармінсько-Мазурського воєводства.
Населення — 2315 осіб (2011).

## Демографія
Демографічна структура станом на 31 березня 2011 року:
|          | Загалом | Допрацездатний вік | Працездатний вік | Постпрацездатний вік |
| -------- | ------- | ------------------ | ---------------- | -------------------- |
| Чоловіки | 1149    | 264                | 805              | 80                   |
| Жінки    | 1166    | 220                | 756              | 190                  |
| Разом    | 2315    | 484                | 1561             | 270                  |